# Дага (река)
Дага је река у Етиопији и Јужном Судану у вилајету Горњи Нил. Извире на Етиопској висији и тече западно, све док не пређе на територију Јужног Судана где нестаје у водама мочваре Мачар. У Етиопији је позната под именом Деке Сонка Шет.